# Ноулан, Кевин
Кевин Ноулан (англ. Kevin Nowlan; род. 8 февраля 1958) — американский художник комиксов. Его называли «одним из немногих художников, которых можно назвать „художником всех художников“» и мастером различных дисциплин в создании комиксов.

## Ранние годы
Ноулан родился в 1958 году в Небраске. У него есть четыре старших брата и сестры. Один из них читал комиксы, преимущественно от компании DC. Ноулан в основном самостоятельно обучался рисованию, хотя и посещал профессиональную школу примерно полтора года в определённый период.

## Карьера
Первым комиксом для Marvel у Ноулана стал Doctor Strange #57, вышедший в феврале 1983 года.

## Награды
- Eisner Award — Best Penciller/Inker or Penciller/Inker Team (2000)[8]
- Inkwell Award[англ.] — Favorite Finisher/Embellisher (2008)[9]
- Inkwell Award — The Joe Sinnott Hall of Fame Award (2011)[10][11]
- Inkpot Award[англ.] (2015)[12]